# Paul Terracini
Paul Terracini (* 1957) ist ein australischer Dirigent, Komponist und Arrangeur.

## Leben
Von 1975 bis 1979 spielte er die 1. Trompete im Australian Opera and Ballet Orchestra. Von 1982 bis 1988 unterrichtete er am Queensland Conservatorium of Music die Fächer Trompete, Blasmusik, Brass-Ensemble und Big Band. Später verbrachte er etwa 20 Jahre in Europa unter anderem als Solotrompeter der Danish Chamber Players von 1991 bis 2007. Konzertreisen führten ihn durch ganz Europa, Asien, Südamerika und die USA. Des Weiteren bekleidete er über 16 Jahre hinweg das Amt des Vorsitzenden des dänischen Storstroms Symphony Orchestra. In Australien arbeitete er als Trompeter mit international renommierten Orchestern wie dem Melbourne Symphony Orchestra, dem Queensland Symphony Orchestra, dem Tasmanian Symphony Orchestra und dem West Australian Symphony Orchestra.
Als Dirigent veröffentlichte er mit dem Symfonický orchestr hlavního města Prahy FOK zehn Alben, dirigierte auf dem deutschen Opern-Festival Rossini in Wildbad und leitete weitere Orchester in Dänemark und Italien sowohl im Konzert als auch in der Oper. Des Weiteren lehrte er als Gastdozent an diversen Musikhochschulen Europas sowie in China.
Als Komponist wird seine Musik unter anderem vom Chicago Symphony Orchestra Brass, dem Symfonický orchestr hlavního města Prahy FOK, dem Sydney Symphony Orchestra Brass und dem Australian Chamber Orchestra aufgeführt. Insbesondere seine Kompositionen für Film und Fernsehen wurden weltweit bekannt. Die Filmmusik der zweiteiligen Fernsehfilms Hymns Of The Forefathers wurde von EMI auf CD und DVD veröffentlicht und fand mit international positiver Kritik Beachtung. Die Titelmusik der Fernsehserie Classical Destinations wurde von Decca Records mit in die Best-Of-Produktion Number 1 Classical Album of 2007 aufgenommen. Ferner komponierte er 2010 zwei Werke für die Jahreskonferenz und der International Trumpet Guild und dirigierte selbst deren Uraufführung.
Heute ist Paul Terracini Künstlerischer Direktor und Chefdirigent des Penrith Symphony Orchestra in Sydney.